# Línea C-8 (Cercanías Madrid)
La línea C-8 de Cercanías Madrid conecta el noroeste de la Comunidad de Madrid con el este y con Guadalajara, discurriendo entre las estaciones de Guadalajara y Cercedilla/El Escorial. Desde El Escorial y Cercedilla la línea continúa hasta Ávila y Segovia mediante regionales cadenciados gestionados por Renfe Media Distancia.

## Historia
La línea existe desde que se creó la red de cercanías. Al principio se dividía en C-8a (Atocha-El Escorial) y C-8b (Atocha-Cercedilla) y se componía de las siguientes estaciones:
Así, con el paso del tiempo ocurrieron varias cosas en la línea:
- El Tejar: en mayo de 1989 se añadió a la línea tras concluir la construcción del bypass del Pinar de las Rozas que permitía conectar el tramo Príncipe Pío-Pinar de la línea General del Norte con la variante norte desde Chamartín sin pasar por Pinar de las Rozas, de forma que en esta estación se establecía un transbordo con la entonces nueva línea C-7 en dirección a la estación de Príncipe Pío y viceversa.

- En 1993 se cerró el apeadero de Los Peñascales.

- Los trenes dejaron de parar en Pitis en 1993, siendo sustituida por la línea C-7. Fue clausurado tiempo después y se reabrió en 1999 ya como estación coincidiendo con la ampliación de la línea 7 de Metro de Madrid. Su horario era restringido, no parando trenes antes de las 7:00 ni después de las 21:35. A partir del 1 de mayo de 2018, se elimina este horario, parando todos los trenes hasta fin de servicio.

- Dos estaciones cambiaron de nombre:
  - La Navata > Galapagar-La Navata en 1989
  - Mataespesa > Alpedrete en 1994. La megafonía de algunos trenes sigue indicando Mataespesa-Alpedrete en la actualidad.

- El 9 de julio de 2008 desapareció en los planos y estaciones la nomenclatura C-8a y C-8b unificándose en C-8 con dos destinos posibles.

- El 1 de agosto de 2010 se clausura la estación de El Tejar.

- A partir del 22 de septiembre de 2011 el ramal de El Escorial pasa a ser transferido a la C-3, aun así quedando tres trenes que unen Guadalajara/Alcalá de Henares y Santa María de la Alameda de lunes a viernes laborables, y los regionales cadenciados destino Ávila pasan a tener como terminal la estación de El Escorial (línea C-8c a efectos internos, en el plano nunca apareció) debido a que las estaciones entre El Escorial y Ávila no eran compatibles con los Civia de la línea C-3. En 2015 desaparece el ramal C-8a de los planos, traspasando los trenes de Ávila y Santa María de la Alameda a la C-3 y eliminando el transbordo obligatorio desde 2011, por lo que la composición de cabeza continuaba a Ávila mientras que la de cola se quedaba en El Escorial.
- En mayo de 2013, debido al Plan de racionalización de los servicios ferroviarios de Media Distancia del Ministerio de Fomento, se implanta el transbordo obligatorio en Cercedilla para viajeros con destino Segovia, reduciendo drásticamente el número de trenes en circular por dicha línea y dejando un único servicio directo en cada sentido los fines de semana y festivos. Anteriormente todos los servicios eran de carácter directo y con frecuencia cada 2 horas.

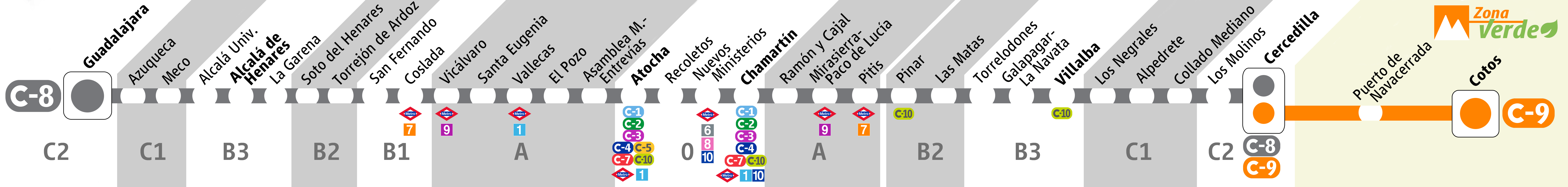
Termómetro de línea C8 hasta diciembre de 2024.

- El 5 de noviembre de 2018, la C-8 se prolonga hasta Guadalajara,[1] aunque esto antes también era así ya que tras llegar a Atocha los trenes se renombraban y pasaban a formar parte de la línea C-2. Esta ampliación también afectó al color del icono de la línea, pasando este del verde oscuro de la C-2 () al gris ().

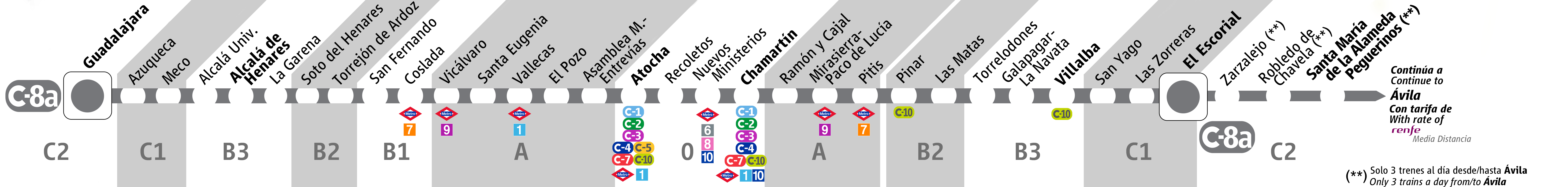
Termómetro de línea C8a hasta diciembre de 2024.

- Desde el 23 de diciembre de 2023 el ramal entre Villalba y El Escorial vuelve a formar parte de la línea C-8 a raíz de las obras de remodelación de la estación de Chamartín con la denominación C-8a al igual que lo hizo antes del 22 de septiembre de 2011, suprimiendo así la existencia de la línea C-3a.

En la práctica los trenes ya circulaban en este recorrido desde el 4 de febrero de 2023 por las obras del vestíbulo de Chamartín, aunque todavía con denominación C-3a.
Algunos trenes de esta línea tenían un trayecto ampliado, continuando desde El Escorial hasta Santa María de la Alameda-Peguerinos, pasando por Zarzalejo y Robledo de Chavela.
La línea tiene frecuencias de 20 o 30 minutos en hora punta y de 60 minutos en hora valle y en fines de semana y festivos. En total circulan 17 trenes Guadalajara-El Escorial, 6 trenes Alcalá de Henares-El Escorial y 1 tren Chamartín-El Escorial de lunes a viernes. En total 24 servicios hacia El Escorial. En sentido inverso circulan 17 trenes El Escorial-Guadalajara, 6 trenes El Escorial-Alcalá de Henares, 1 tren El Escorial-Chamartín y 2 trenes CIVIS vía Príncipe Pío.
- El 15 de diciembre de 2024, con la reorganización de líneas de Cercanías, se reimplanta la denominación C-8b en el ramal de Cercedilla.[2]

## Frecuencia
La frecuencia de paso de trenes es la más baja de toda la red, siendo de 1 h en hora valle o 30 min en hora punta, pero en el tramo común, al coincidir en parte de su recorrido con otras líneas la frecuencia de paso de trenes es mayor.
Desde Villalba hasta Cercedilla es vía única, un factor limitante para el aumento de la frecuencia en el mismo.
Otro factor limitante para el aumento de frecuencia es la presencia de numerosos servicios de Renfe Media Distancia que utilizan las vías férreas entre Madrid y El Escorial, con destinos Valladolid, Salamanca, Palencia, León, Vitoria e Irún. 
Con la apertura de la Línea de Alta Velocidad Madrid-Segovia-Valladolid parte del tráfico de largo recorrido ha dejado de circular por las vías de ancho ibérico, pero por dichas vías seguía circulando los Trenhotel dirección Lugo y Vigo, suprimidos por la pandemia de COVID-19.

### Servicios CIVIS
Los días laborables en hora punta circulan algunos trenes semidirectos entre El Escorial y Chamartín con parada en Las Zorreras, San Yago, Villalba, Pinar, Las Rozas, Pozuelo y Aravaca y todas las estaciones de la zona 0. En el sentido inverso, los trenes no llegan hasta El Escorial, sino que finalizan su recorrido en Villalba.

## Material móvil
Por esta línea circulan trenes de las series 446, 450 y desde 2018, trenes 465 de Renfe.

## Recorrido
En su recorrido, la línea C-8 parte de la estación de Guadalajara, atraviesa Azuqueca de Henares, con otra estación y se adentra en Meco, con una estación a 3 km del término municipal.
Las siguientes estaciones se encuentran en Alcalá de Henares, donde realiza 3 paradas. La primera, Alcalá de Henares Universidad, junto al campus de la Universidad de Alcalá antes de cruzar la vía del tren la A-2, la segunda, Alcalá de Henares, situada cerca del centro urbano y, la última, La Garena, que está situada al oeste del municipio, en el barrio homónimo de nueva construcción.
Las siguientes estaciones están en Torrejón de Ardoz, la primera situada en Soto del Henares en el barrio homónimo, al este del municipio y la segunda más o menos en el centro del municipio. A continuación entra en el término municipal de Coslada, donde tiene dos estaciones, la primera, San Fernando de Henares, está ubicada más cerca del centro de San Fernando de Henares a pesar de estar en el término municipal de Coslada, y la siguiente, Coslada, en el casco urbano y que enlaza desde 2007 con la línea 7 de Metro de Madrid.
A continuación, la línea entra en Madrid, donde discurre por 5 estaciones: Vicálvaro (correspondencia con línea 9 de Metro), Santa Eugenia, Vallecas (correspondencia con línea 1 de Metro), El Pozo y Asamblea de Madrid-Entrevías. Tras esta estación, discurre por el barrio de Méndez Álvaro (playa de vías de entrada a la estación de Atocha) antes de llegar a la misma.
Tras salir de Atocha, toma el Túnel de la Risa vía Recoletos y Nuevos Ministerios hasta la estación de Chamartín, desde donde toma la Línea General del Norte (Madrid-Irún). La línea atraviesa el distrito de Fuencarral-El Pardo entre los barrios de Valverde y Mirasierra con tres estaciones: Ramón y Cajal, Mirasierra-Paco de Lucía y Pitis. Después, cruza bajo la M-40 y se adentra en el Monte del Pardo.
Saliendo de esta reserva natural entra en el término municipal de Las Rozas de Madrid, pasando por la clausurada estación de El Tejar y posteriormente a Pinar de las Rozas y su estación, donde tiene correspondencia con la línea C-10. Desde ahí circula durante 4 km paralela a la A-6 hasta pasar Las Matas y el apeadero abandonado de Los Peñascales, abandonando el término municipal de Las Rozas de Madrid para entrar en el de Torrelodones y pasar por el sur de la Colonia de la Estación de Torrelodones y más adelante circula al sur de Parquelagos y entra en el término municipal de Galapagar pasando por el barrio de La Navata. Unos km después entra en Collado Villalba y llega a la estación de Villalba. La línea va por el ramal de vía única que se separa de la línea Imperial en Villalba dirigiéndose a Segovia. En primer lugar da servicio a Los Negrales, barrio de Alpedrete cercano a Collado Villalba, después el barrio de Los Berrocales de Alpedrete, pasa por Collado Mediano con una estación cercana al centro urbano, se coloca paralela a la carretera M-614 para dar servicio a Los Molinos y finalmente se separa de la misma y se dirige a Cercedilla. Desde aquí la línea 53 de Media Distancia continúa su recorrido por la provincia de Segovia, pasando a ser regional cadenciado y continuando por los pueblos de la sierra segoviana hasta finalizar su recorrido en Segovia. Dichos regionales parten desde la estación de Cercedilla donde los viajeros deben realizar transbordo.

## Estaciones
| Estación                             | Acc. | Enlaces                                        | Apertura                | Distrito                                          | Municipio                 | Notas                                                                                      |
| ------------------------------------ | ---- | ---------------------------------------------- | ----------------------- | ------------------------------------------------- | ------------------------- | ------------------------------------------------------------------------------------------ |
| Guadalajara                          |      | AVE, Larga Distancia y Media Distancia (Renfe) | 3 de mayo de 1859       | Guadalajara                                       | Guadalajara               |                                                                                            |
| Azuqueca                             |      |                                                | 3 de mayo de 1859       | Azuqueca de Henares                               | Azuqueca de Henares       |                                                                                            |
| Meco                                 |      |                                                | 3 de mayo de 1859       | Meco                                              | Meco                      |                                                                                            |
| Alcalá de Henares-Universidad        |      |                                                | 1 de diciembre de 1975  | Ensanche El Val                                   | Alcalá de Henares         | Anteriormente Alcalá-Universidad (1975-1984)                                               |
| Alcalá de Henares                    |      | AVE, Larga Distancia y Media Distancia (Renfe) | 3 de mayo de 1859       | Centro Chorrillo-Garena                           | Alcalá de Henares         |                                                                                            |
| La Garena                            |      |                                                | 22 de mayo de 2004      | Reyes Católicos Chorrillo-Garena                  | Alcalá de Henares         |                                                                                            |
| Soto del Henares                     |      |                                                | 31 de agosto de 2015    | Parque Cataluña-Mancha Amarilla- Soto del Henares | Torrejón de Ardoz         |                                                                                            |
| Torrejón de Ardoz                    |      |                                                | 3 de mayo de 1859       | Centro Los Fresnos-Castillo-San José              | Torrejón de Ardoz         |                                                                                            |
| San Fernando                         |      |                                                | 3 de mayo de 1859       | Barrio de la Estación                             | Coslada                   | Anteriormente Coslada-San Fernando (1859-1990)                                             |
| Coslada                              |      |                                                | 1983                    | Casco urbano                                      | Coslada                   |                                                                                            |
| Vicálvaro                            |      |                                                | 3 de mayo de 1859       | Vicálvaro                                         | Madrid                    |                                                                                            |
| Santa Eugenia                        |      |                                                | Enero de 1989           | Villa de Vallecas                                 | Madrid                    |                                                                                            |
| Vallecas                             |      |                                                | 4 de marzo de 1999      | Villa de Vallecas Puente de Vallecas              | Madrid                    |                                                                                            |
| El Pozo                              |      |                                                | 1 de septiembre de 1996 | Puente de Vallecas                                | Madrid                    | Anteriormente Madrid Sur-El Pozo (en proyecto)                                             |
| Asamblea de Madrid-Entrevías         |      |                                                | Marzo de 1977           | Puente de Vallecas                                | Madrid                    | Anteriormente Entrevías (1977-1998)                                                        |
| Atocha                               |      | AVE, Larga Distancia y Media Distancia (Renfe) | 27 de julio de 1988     | Arganzuela Retiro Centro                          | Madrid                    |                                                                                            |
| Recoletos                            |      |                                                | 18 de julio de 1967     | Centro Salamanca                                  | Madrid                    | Inaugurada como Calvo Sotelo (1967)                                                        |
| Nuevos Ministerios                   |      |                                                | 18 de julio de 1967     | Chamberí Tetuán Chamartín                         | Madrid                    |                                                                                            |
| Chamartín-Clara Campoamor            |      | AVE, Larga Distancia y Media Distancia (Renfe) | 18 de julio de 1967     | Chamartín                                         | Madrid                    |                                                                                            |
| Ramón y Cajal                        |      |                                                | 18 de octubre de 1977   | Fuencarral-El Pardo                               | Madrid                    |                                                                                            |
| Mirasierra-Paco de Lucía             |      |                                                | 5 de febrero de 2018    | Fuencarral-El Pardo                               | Madrid                    |                                                                                            |
| Pitis                                |      |                                                | 25 de mayo de 1964      | Fuencarral-El Pardo                               | Madrid                    |                                                                                            |
| Pinar                                |      |                                                | 25 de mayo de 1964      |                                                   | Las Rozas de Madrid       |                                                                                            |
| Las Matas                            |      |                                                | 9 de agosto de 1861     |                                                   | Las Rozas de Madrid       |                                                                                            |
| Torrelodones                         |      |                                                | 1864                    | Torrelodones                                      | Torrelodones              |                                                                                            |
| Galapagar-La Navata                  |      |                                                | 9 de agosto de 1861     | Galapagar                                         | Galapagar                 |                                                                                            |
| Villalba                             |      |                                                | 9 de agosto de 1861     | Collado Villalba                                  | Collado Villalba          |                                                                                            |
| Ramal C-8a                           |      |                                                |                         |                                                   |                           |                                                                                            |
| San Yago                             |      |                                                | 9 de agosto de 1861     | Galapagar                                         | Galapagar                 |                                                                                            |
| Las Zorreras                         |      |                                                | 9 de agosto de 1861     | El Escorial                                       | El Escorial               |                                                                                            |
| El Escorial                          |      |                                                | 9 de agosto de 1861     | El Escorial                                       | El Escorial               |                                                                                            |
| Zarzalejo                            |      |                                                | 1 de julio de 1863      | Zarzalejo                                         | Zarzalejo                 | Solo circulan 3 trenes al día                                                              |
| Robledo de Chavela                   |      |                                                | 1 de julio de 1863      | Robledo de Chavela                                | Robledo de Chavela        | Solo circulan 3 trenes al día                                                              |
| Santa María de la Alameda-Peguerinos |      |                                                | 1 de julio de 1863      | Santa María de la Alameda                         | Santa María de la Alameda | Solo circulan 3 trenes al día                                                              |
| Ramal C-8b                           |      |                                                |                         |                                                   |                           |                                                                                            |
| Los Negrales                         |      |                                                | 1 de julio de 1888      | Alpedrete                                         | Alpedrete                 |                                                                                            |
| Alpedrete                            |      |                                                | 1 de julio de 1888      | Alpedrete                                         | Alpedrete                 |                                                                                            |
| Collado Mediano                      |      |                                                | 1 de julio de 1888      | Collado Mediano                                   | Collado Mediano           |                                                                                            |
| Los Molinos                          |      |                                                | 1 de julio de 1888      | Los Molinos                                       | Los Molinos               |                                                                                            |
| Cercedilla                           |      | Mantenimiento                                  | 1 de julio de 1888      | Cercedilla                                        | Cercedilla                | Suspendido el servicio en línea C-9 por obras de rehabilitación desde el 6 de mayo de 2024 |